# Blauw-gele ara
De blauw-gele ara (Ara ararauna) is een papegaaiachtige uit de familie van de papegaaien van Afrika en de Nieuwe Wereld (Psittacidae). De wetenschappelijke naam van de soort werd als Psittacus ararauna in 1758 gepubliceerd door Carl Linnaeus.

## Uiterlijk
Blauw-gele ara's worden ongeveer 80-90 centimeter lang en wegen 900-1300 gram. Kenmerkend is hun kleurrijke verenkleed met blauw en olijfgele vleugels en staart en een groene tip op de kop van de ara. De keel en borst is olijfgeel gekleurd. Hun snavel is zwart en zeer krachtig en in staat om grote noten te kraken. De irissen van de ogen zijn lichtgeel. De huid rondom de ogen en de snavel is naakt en wit van kleur. Bij opgewonden of gestreste vogels kan dit echter rossig van kleur zijn. Op de naakte huid zijn kleine donkere lijntjes te zien die worden veroorzaakt door korte stoppelige zwarte veertjes. Deze veerlijntjes komen samen bij de neus en keel. De krachtige poten zijn donkergrijs. Tussen het mannetje en het vrouwtje, ook pop genoemd, bestaat nauwelijks seksuele dimorfie. Het mannetje is vaak iets forser in zijn bouw en heeft meestal een iets bredere snavel.

## Verspreiding en leefgebied
Deze ara soort komt voor in Bolivia, Colombia, Brazilië, Ecuador, Frans Guyana, Guyana, Panama, Paraguay, Peru, Suriname en Venezuela. Voorheen kwam de vogel ook voor op het eiland Trinidad. Hier is hij nu echter uitgestorven. Op het eiland Puerto Rico is het dier uitgezet. Het leefgebied bestaat uit zowel droge als vochtige tropische en subtropische wouden. Ook wordt hij aangetroffen op de savannes. Het eenvoudigst zijn de dieren te vinden in de nabijheid van water. Van zeeniveau tot op hoogtes van ongeveer 500 m boven de zeespiegel. Hij houdt zich voornamelijk op in de boomtoppen.

## Status
Deze ara soort heeft een zeer groot verspreidingsgebied en daardoor is de kans op de status  kwetsbaar (voor uitsterven) niet zo groot. De grootte van de wereldpopulatie is niet gekwantificeerd. Het is een niet zo algemene vogel in het wild. De blauw-gele ara gaat in aantal achteruit. Echter, het tempo ligt onder de 30% in tien jaar (minder dan 3,5% per jaar).  Om deze redenen staat deze ara als niet bedreigd op de Rode Lijst van de IUCN. De soort is opgenomen in bijlage II van de overeenkomst inzake de internationale handel in bedreigde wilde diersoorten, waardoor aan de handel beperkingen zijn gesteld.

## Voedsel
Op het menu van deze vogel staan diverse soorten fruit, noten zoals de amandel en palmnoten, jonge knoppen van planten en bomen, zaden, boomschors en nectar. Ook tijdens het eten zit het dier meestal in de toppen van de bomen, veelal in paartjes of groepjes. De krachtige snavel wordt gebruikt om harde noten te kraken. Hierbij houdt het dier de noot vast in zijn poot. Bij de rivieroevers worden de dieren soms gezien terwijl ze klei eten. Enerzijds zorgt de klei voor extra mineralen, anderzijds helpt klei bij het neutraliseren van gifstoffen in de zaden die ze eten.

## Voortplanting
Mannetjes en vrouwtjes vormen een koppel voor het leven. De papegaaien nestelen in boomholtes. Het broedseizoen ligt tussen de maanden december tot en met mei, afhankelijk van de aard van het leefgebied. In Colombia broeden de vogels relatief vroeg. In de maanden december tot februari. In Suriname in februari en maart. Het vrouwtje legt in de meeste gevallen 2 tot 3 eitjes. Deze eitjes worden alleen door het vrouwtje uitgebroed. Na 28 dagen komen de jongen uit. Na ongeveer 4 weken openen de jongen de ogen. Na 25 dagen krijgen de jongen hun eerste veren. Het verenkleed is na 80 dagen compleet.  Na 90 dagen verlaten ze voor het eerst het nest. Het mannetje zorgt voor voedsel voor het vrouwtje en de jongen. Nadat de jongen het nest hebben verlaten worden de jongen door beide ouders nog ongeveer een maand bijgevoerd. Na 5 jaar zijn de dieren geslachtsrijp. De dieren kunnen makkelijk een leeftijd van 50 tot 60 jaar behalen in het wild en in gevangenschap zelfs tot meer dan 80 jaar.

## In gevangenschap

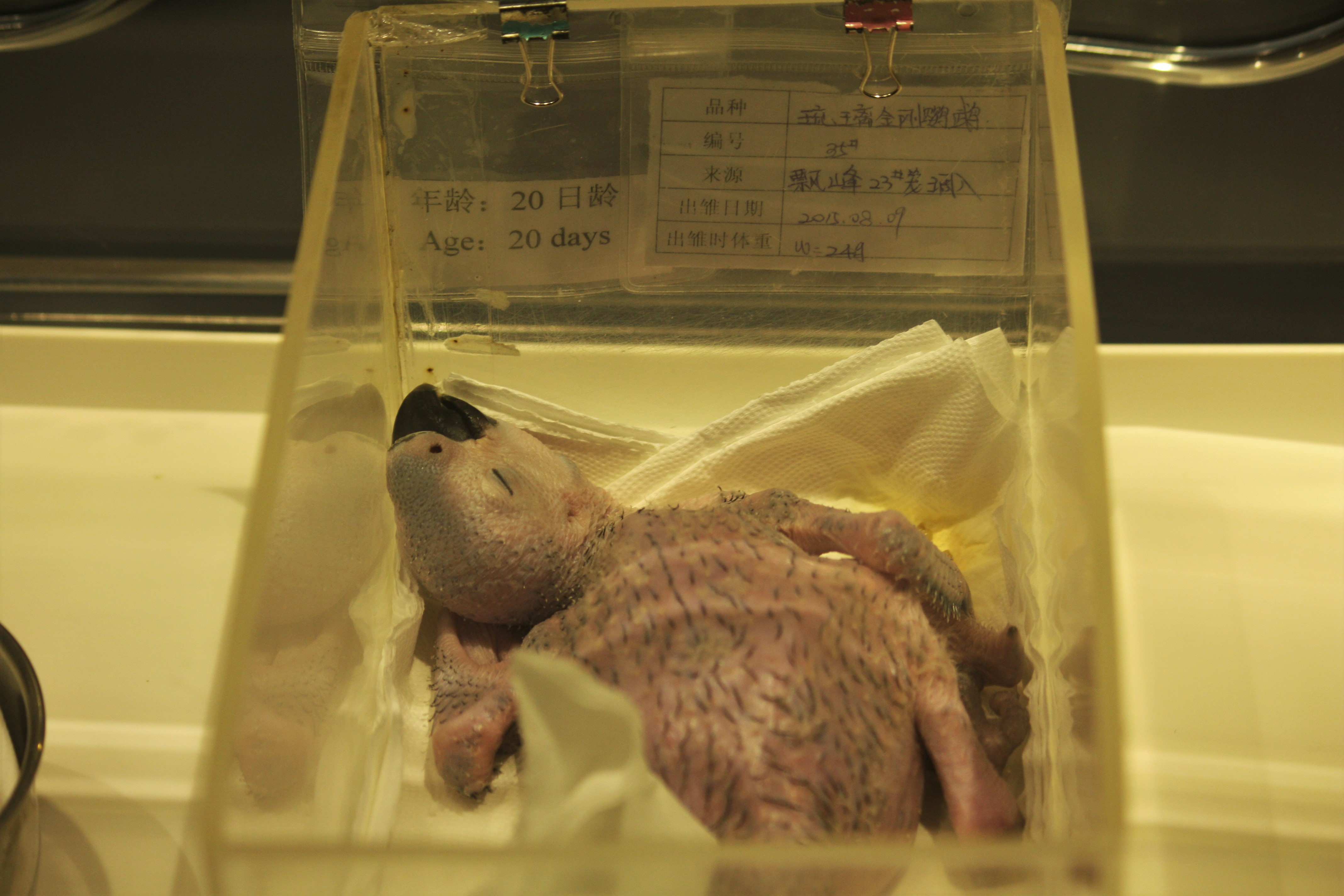

Het is een moeilijk te houden vogel door zijn gedrag, grootte en ouderdom. Ze vereisen veel meer aandacht en kennis van hun eigenaar dan bijvoorbeeld honden of katten. Ze tonen een grote intelligentie in hun gedrag en vereisen constante intellectuele stimulatie om hun nieuwsgierigheid te bevredigen. Blauw-gele ara's genieten van veel aandacht; te weinig aandacht kan leiden tot gedragsproblemen en maakt de papegaai erg ongelukkig.
Ook de best verzorgde blauw-gele ara zal "schreeuwen" en andere zeer luide geluiden maken. Luide geluiden en het afknagen van velerlei objecten zijn een natuurlijk onderdeel van hun gedrag en moeten worden geaccepteerd door hun eigenaar. Ze vereisen een zeer gevarieerd dieet en alleen zaad of pellets zal leiden tot gezondheidsproblemen zoals vitaminetekort of, in het geval van pellets, problemen met de krop. Een voorbeeld van een goede basisvoeding voor de ara papegaai is bijvoorbeeld een mixvoer speciaal voor ara-papegaaien, in combinatie met goede pellets en daarnaast vers fruit, groente en noten. Het komt vaak voor dat de blauw-gele ara met hun eigenaar mee-eet. Papegaaien zijn van oudsher herbivoren en mogen vrijwel alle groenten, fruit en noten eten die de mens ook eet, behalve avocado. Het is belangrijk om de papegaai niet van te vet voer te voorzien, zoals voer waarin veel zonnebloempitten of pinda's zijn verwerkt. Overigens vinden papegaaien dit erg lekker en het kan zelfs leiden tot een eetverslaving van zonnebloempitten. Hele walnoten zijn een gezonde aanvulling op het voer, zodat de papegaai iets te slopen heeft. Papegaaien vinden palmnoten vaak erg lekker en eten deze ook in hun natuurlijke leefomgeving zodat hiervan 1 of 2 toegevoegd kunnen worden aan het dagelijkse voer. Indien de papegaai dit niet eet is er ook palmolie beschikbaar, waarvan enkele druppels aan het voer toegevoegd kunnen worden. Het is zeer goed voor een papegaai en zorgt ervoor dat de veren een mooie glanzende kleur behouden.
Er zijn enkele producten die giftig zijn voor vogels en papegaaien in het bijzonder zoals kersenpitten, avocado, chocolade en cafeïne. Deze producten zijn bij kleine hoeveelheden dodelijk voor papegaaien.
In gevangenschap wordt deze papegaaisoort ook wel gekruist met andere rassen, met als doel nieuwe kruisingen voort te brengen. Wanneer de geelvleugelara met de blauw-gele ara wordt gekruist, ontstaat er de Catalina macau; in een kruising met de groenvleugelara ontstaat de Robijnmacau.

## Afbeeldingen

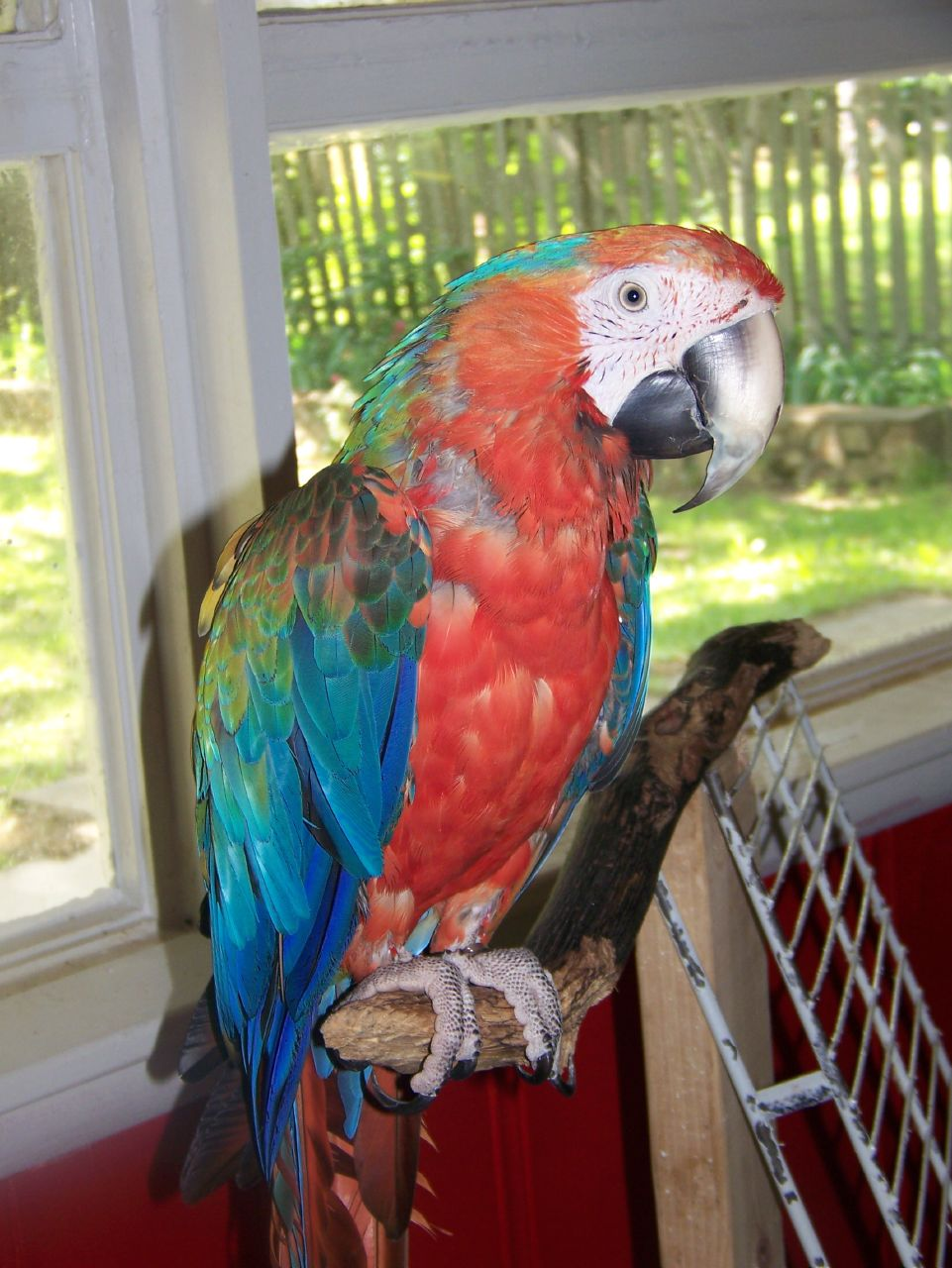
Catalina macau kruising van de blauw-gele ara met de geelvleugelara
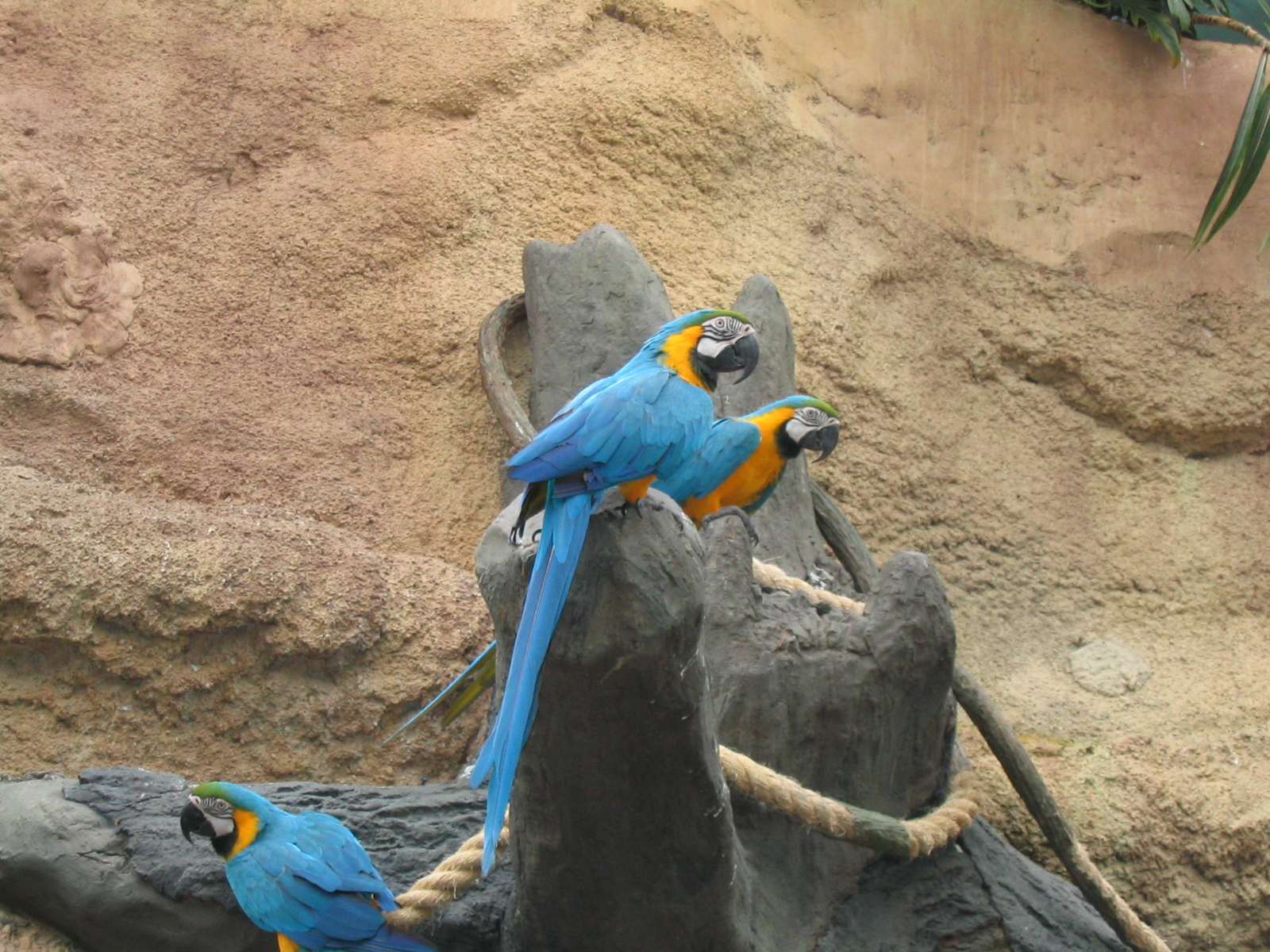
Blauw-gele ara in Henry Villas Zoo, Wisconsin
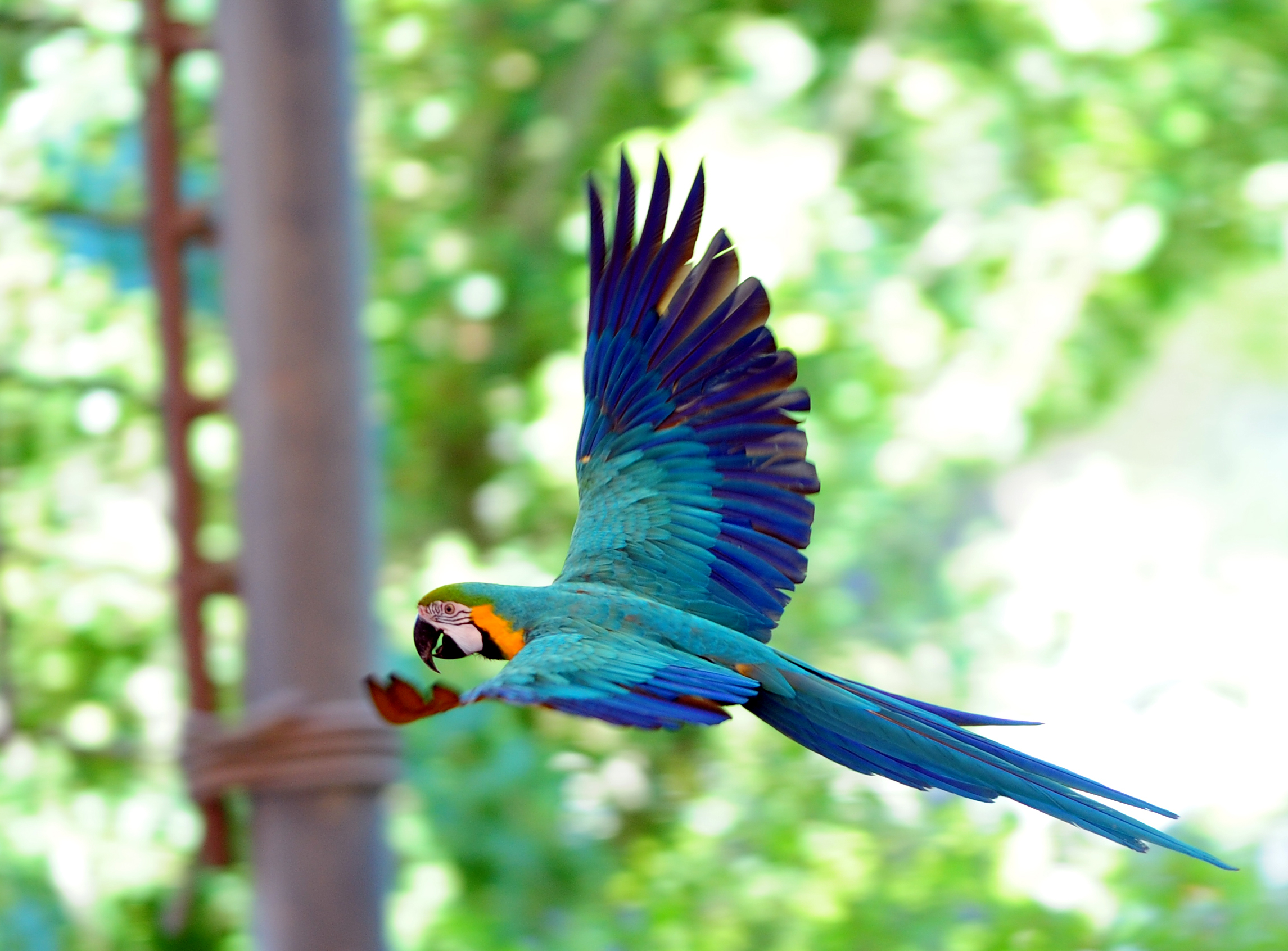
Blauw-gele ara in vlucht, zijaanzicht
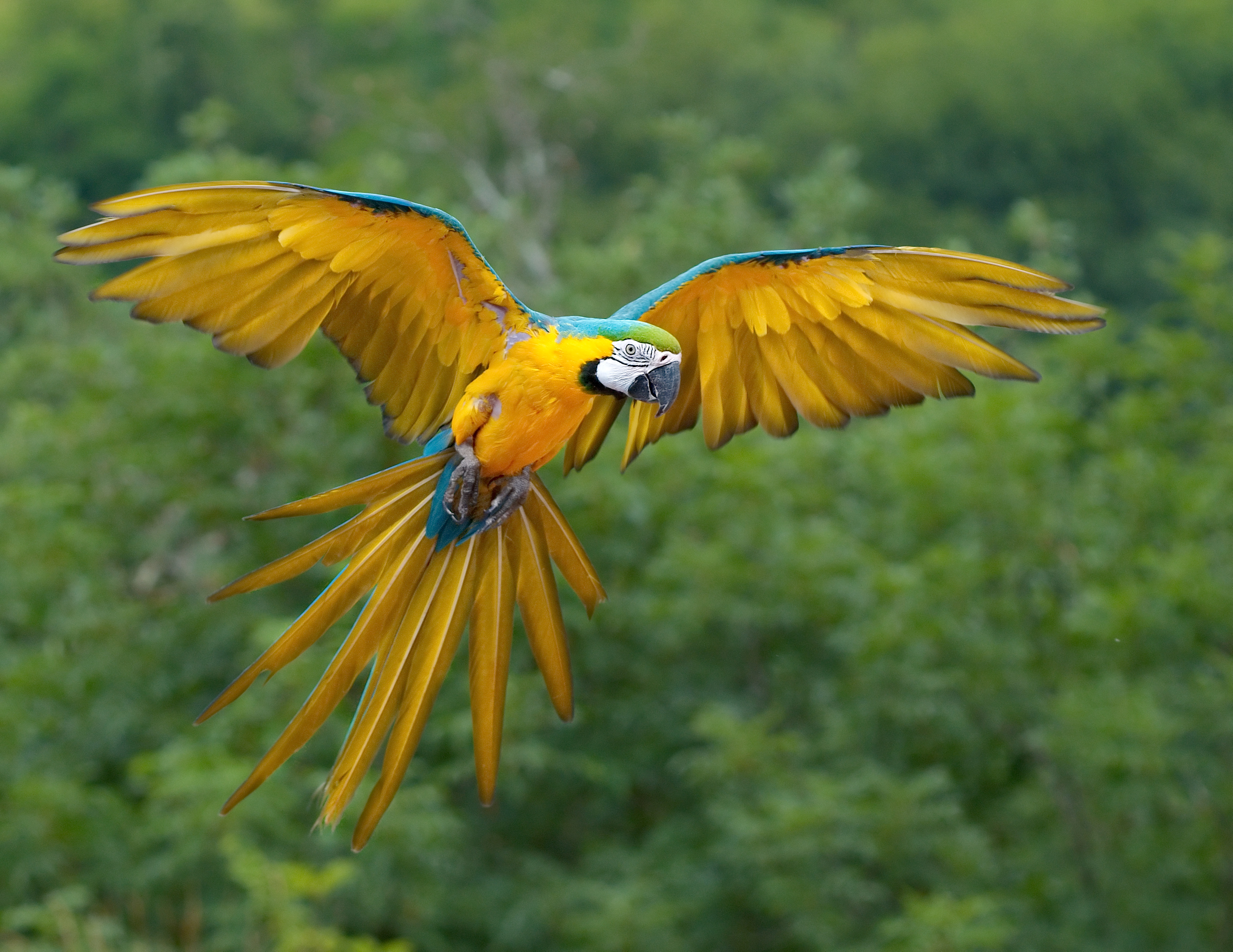
Blauw-gele ara in vlucht, vooraanzicht
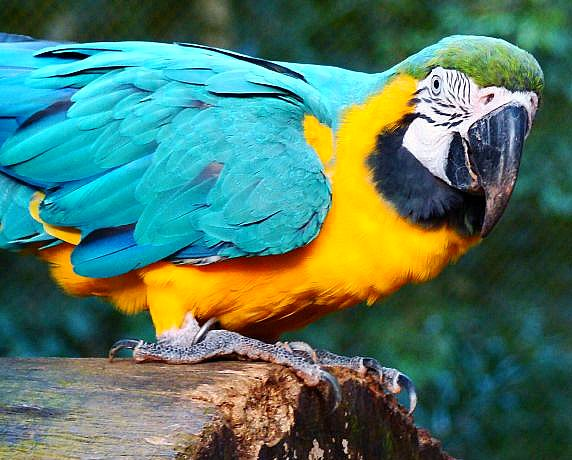
Blauw-gele ara
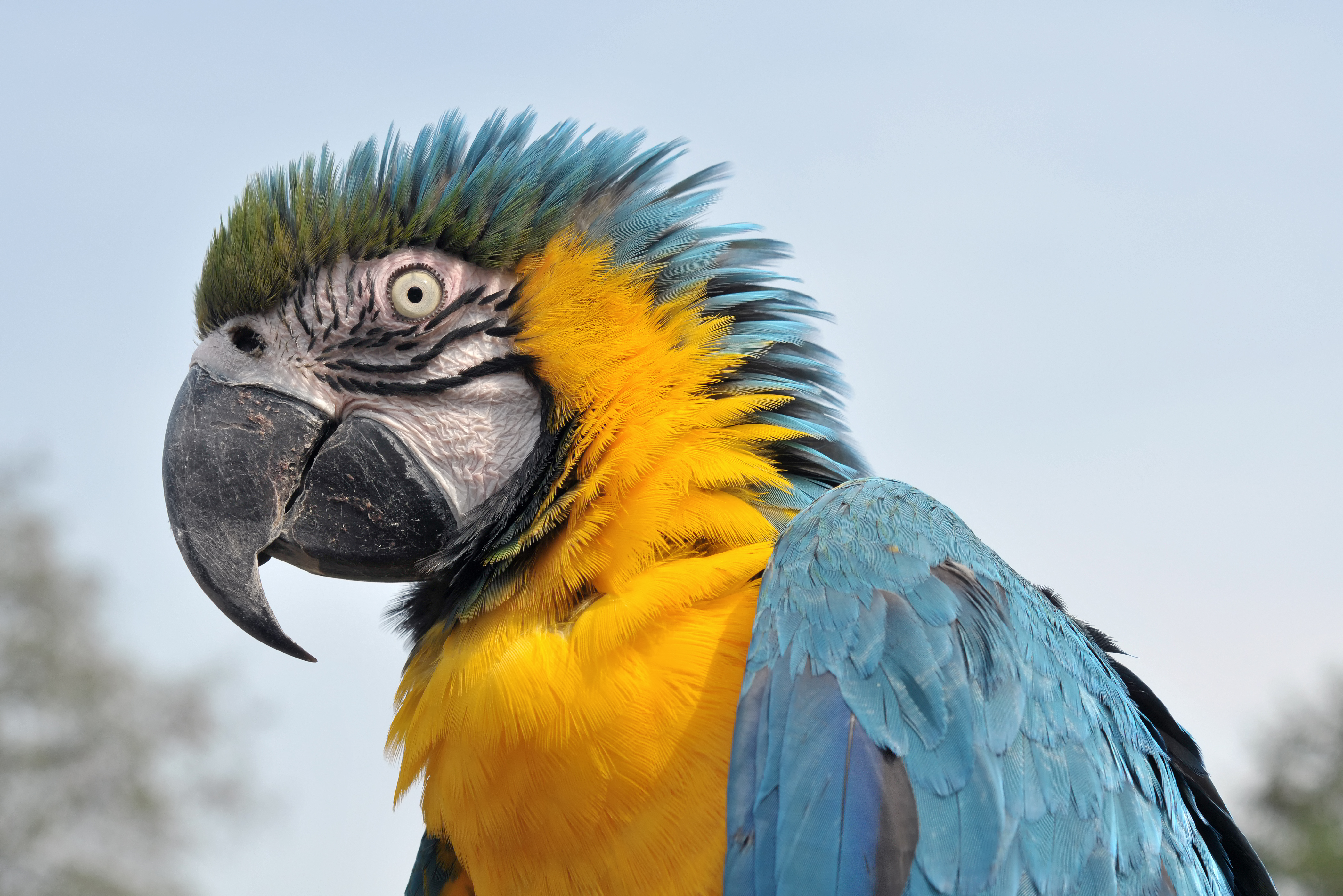
Kop van de Zuid-Amerikaanse blauw-gele ara.
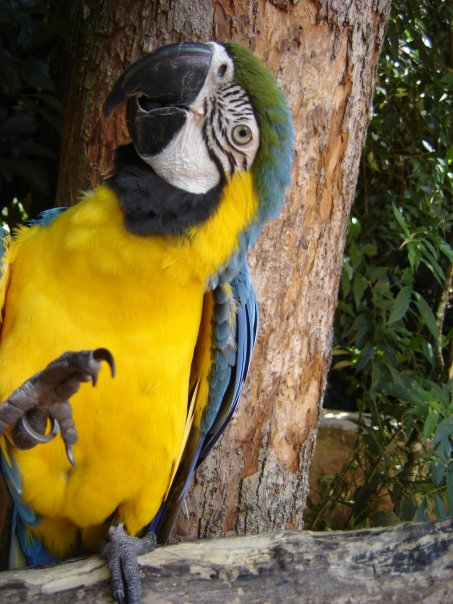
In Venezuela